# مالاکیتان
مالاکیتان (نام علمی: Synlestidae) نام یک تیره از زیرراسته سنجاقک است.